# 巴尼奥利-伊尔皮诺
巴尼奥利-伊尔皮诺（義大利語：Bagnoli Irpino），是意大利阿韦利诺省的一个市镇。总面积66.9平方公里，人口3299人，人口密度49.3人/平方公里（2009年）。ISTAT代码为064009。